# Saltos ornamentais nos Jogos Olímpicos de Verão da Juventude de 2018
As competições de saltos ornamentais nos Jogos Olímpicos de Verão da Juventude de 2018 ocorreram entre 13 e 17 de outubro em um total de cinco eventos. As competições aconteceram no Centro Aquático do Parque Olímpico da Juventude, localizado em Buenos Aires, Argentina.

## Calendário
| Outubro            | 6 | 7 | 8 | 9 | 10 | 11 | 12 | 13 | 14 | 15 | 16 | 17 | 18 |
| ------------------ | - | - | - | - | -- | -- | -- | -- | -- | -- | -- | -- | -- |
| Saltos ornamentais |   |   |   |   |    |    |    | 1  | 1  | 1  | 1  | 1  |    |

|  | Dia de competição |  | Dia de final |

## Medalhistas
| Evento                             | Ouro                                                        | Prata                                                       | Bronze                                                           |
| ---------------------------------- | ----------------------------------------------------------- | ----------------------------------------------------------- | ---------------------------------------------------------------- |
| Trampolim 3 m masculino detalhes   | Daniel Restrepo COL Colômbia                                | Anthony Harding GBR Grã-Bretanha                            | Ruslan Ternovoi RUS Rússia                                       |
| Plataforma 10 m masculino detalhes | Randal Willars MEX México                                   | Lian Junjie CHN China                                       | Ruslan Ternovoi RUS Rússia                                       |
| Trampolim 3 m feminino detalhes    | Lin Shan CHN China                                          | Uliana Kliueva RUS Rússia                                   | Bridget O'Neil USA Estados Unidos                                |
| Plataforma 10 m feminino detalhes  | Lin Shan CHN China                                          | Sofiia Lyskun UKR Ucrânia                                   | Gabriela Agundes MEX México                                      |
| Equipes mistas detalhes            | CHN Lin Shan COL Daniel Restrepo MIX Equipes de CONs mistos | GER Elena Wassen CHN Lian Junjie MIX Equipes de CONs mistos | UKR Sofiia Lyskun RUS Ruslan Ternovoi MIX Equipes de CONs mistos |

## Quadro de medalhas
| Ordem | País                       | Medalha de ouro | Medalha de prata | Medalha de bronze |    |
| ----- | -------------------------- | --------------- | ---------------- | ----------------- | -- |
| 1     | CHN China                  | 2               | 1                |                   | 3  |
| –     | MIX Equipes de CONs mistos | 1               | 1                | 1                 | 3  |
| 2     | MEX México                 | 1               |                  | 1                 | 2  |
| 3     | COL Colômbia               | 1               |                  |                   | 1  |
| 4     | RUS Rússia                 |                 | 1                | 2                 | 3  |
| 5     | GBR Grã-Bretanha           |                 | 1                |                   | 1  |
|       | UKR Ucrânia                |                 | 1                |                   | 1  |
| 7     | USA Estados Unidos         |                 |                  | 1                 | 1  |
| TOTAL | TOTAL                      | 5               | 5                | 5                 | 15 |